# Iphigénie en Tauride
Iphigénie en Tauride (deutsch: Iphigenie auf Tauris; GluckWV 1.48) ist eine Oper (laut Partitur Tragédie) in vier Akten von Christoph Willibald Gluck, die 1779 an der Pariser Oper uraufgeführt wurde. Das Libretto in französischer Sprache stammt von Nicolas François Guillard und basiert auf der Tragödie Iphigénie en Tauride von Claude Guimond de La Touche, das wiederum das Drama Iphigenie bei den Taurern (altgriechisch Ἰφιγένεια ἐν Ταύροις Iphigeneia en Taurois) des klassischen Dichters Euripides von 414/412 v. Chr. verarbeitet. Die Handlung der Oper nimmt einen Stoff der griechischen Mythologie auf und spielt in der Zeit nach dem Ende des Trojanischen Krieges. Im Mittelpunkt steht das Schicksal der Kinder Agamemnons.

## Handlung

### Erster Akt
Die erste Szene spielt in der Eingangshalle des Diana-Tempels auf der Insel Tauris. (Die griechische Artemis des antiken Stoffs wird im Libretto durchgängig in ihrer Interpretatio Romana als Diana angesprochen.) Ein Unwetter wütet, die See zu Füßen des Tempels ist stürmisch. Iphigenie ist Oberpriesterin der Diana und betet mit ihren Priesterinnen für eine Besänftigung des Sturms. Sie wurde vor fünfzehn Jahren von Diana nach Tauris entführt, nachdem ihr Vater Agamemnon sie als Opfer darbringen wollte. Obwohl der Sturm nachlässt, bleibt Iphigénie beunruhigt. Sie berichtet den Priesterinnen von einem Traum, in dem ihre Mutter Klytaimnestra erschienen sei, die Iphigénies Vater Agamemnon ermorden ließ. Auch Iphigénie selbst habe im Traum eine schreckliche Tat begangen: Sie erstach ihren Bruder Orestes, um einen Fremden zu retten.
In der zweiten Szene tritt König Thoas in Begleitung seiner Wachen hinzu. Ein schlechtes Omen ist ihm erschienen; er fürchtet um sein Leben. Um den Fluch der Götter abzuhalten, soll nach alter Sitte ein Menschenopfer dargebracht werden: Alle Schiffbrüchigen, die auf Tauris stranden, sollen Diana geopfert werden. In der dritten Szene stürzen die Skythen herein, die zwei gestrandete Griechen gefangen haben, die geopfert werden sollen. Iphigénie, voller düsterer Vorahnungen, und die Priesterinnen treten ab.
In der vierten Szene fordert Thoas die Skythen auf, die Götter mit einem kriegerischen Gesang auf das Opfer einzustimmen. Die Skythen antworten mit dem Chor „Blut allein nur kann den göttlichen Zorn wenden“ (französisch « Il nous fallait du sang pour expier nos crimes »). In der fünften Szene werden Orestes und Pylades vorgeführt, die sich trotzig geben. Thoas verurteilt beide zum Tode.

### Zweiter Akt

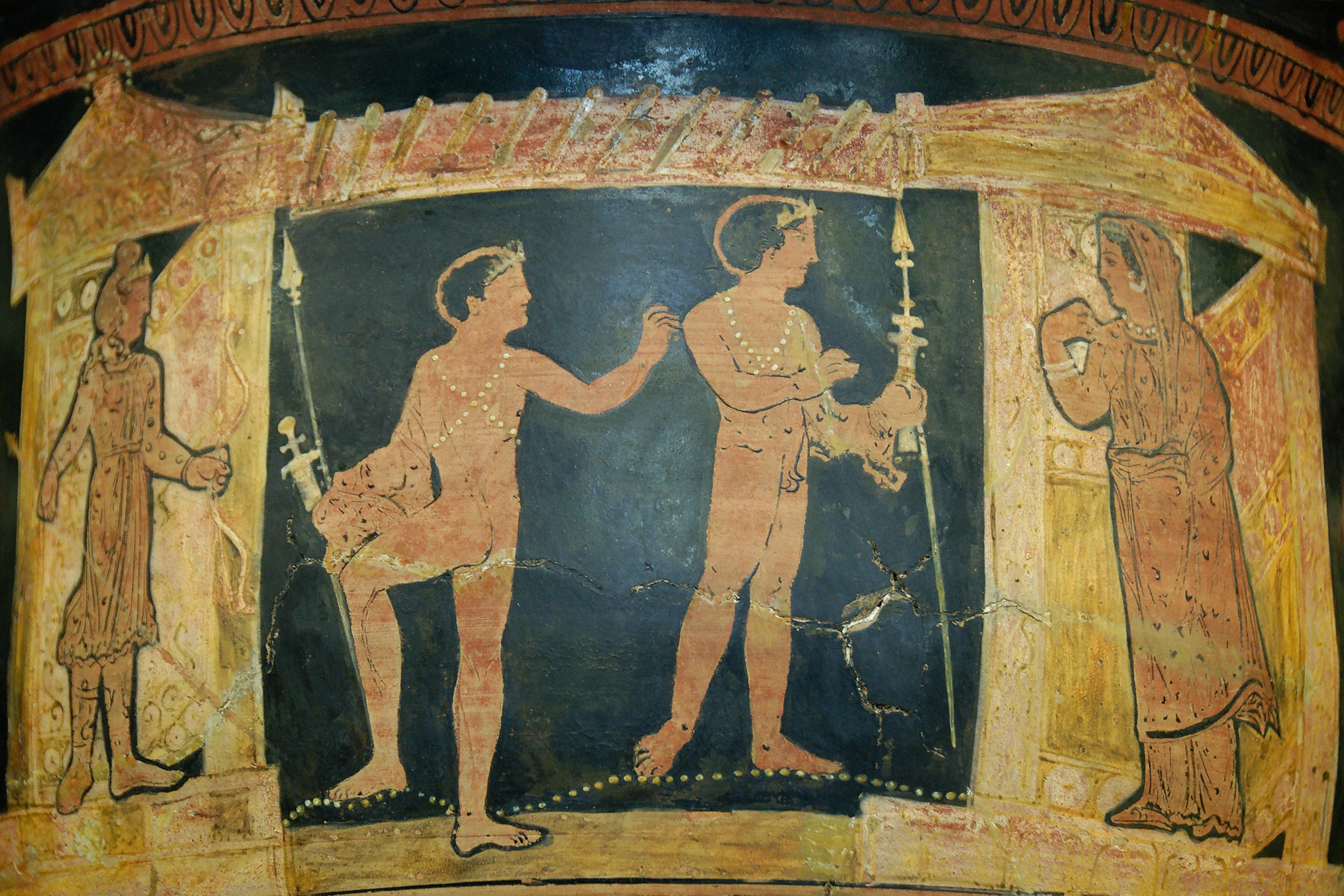
Orestes und Pylades treffen in Tauris auf Iphigenie (Vasenmalerei aus dem 4. Jh. v. Chr.)

In der ersten Szene finden sich Oreste und Pylades gefesselt in einem Raum des Tempels, der für die Opfer bestimmt ist. Die Freunde beklagen ihr Schicksal, versichern sich aber ihrer Treue. In der zweiten Szene tritt ein Aufseher des Heiligtums mit der Tempelwache hinzu und führt Pylades gegen den Protest beider fort.
In der dritten Szene bittet der allein zurückgebliebene Orestes die Götter darum, ihn zu töten, um seinen Gewissensqualen ein Ende zu bereiten. Nur in der Erschöpfung findet er Ruhe, nach der Arie „Der Frieden kehret in mein Herz!“ (« Le calme rentre dans mon cœur ! ») schläft er ein. In der vierten Szene erscheinen Orestes im Schlaf die Eumeniden, drei Rachegöttinnen, die auch Erinyen genannt werden. Die Eumeniden quälen Orestes mit ihren Forderungen nach Rache: „Keine Gnade! Er ist ein Muttermörder!“ (« Point de grâce, il a tué sa mère ! »). Orestes bittet im Schlaf um Gnade, wacht jedoch nicht auf.
In der fünften Szene tritt Iphigenie auf, die ihren Bruder aber nicht erkennt. Orestes verschweigt seinen Namen und berichtet vom Schicksal ihrer Familie: Agamemnon sei durch Klytaimnestra heimtückisch ermordet worden, woraufhin der Sohn die Mutter getötet habe, um seinen Vater zu rächen. Orestes behauptet, dass auch der rächende Sohn, er selbst, den Tod gefunden habe, nur Elektra sei zurückgeblieben. Nachdem Orestes weggeführt wurde, beklagt Iphigenie in der sechsten Szene im Chor mit den Priesterinnen ihr Schicksal: „O lasst mich Tiefgebeugte weinen“ (« Ô malheureuse Iphigénie ! ») – Chor: „Auch unser Jammer ist so wie der deine groß.“ (« Mêlons nos cris plaintifs à ses gémissements ! »)

### Dritter Akt
Der dritte Akt spielt in den Räumen von Iphigenie. In der ersten Szene beschließt Iphigenie zusammen mit den Priesterinnen, einen der beiden Gefangenen zu befreien. Der Freigelassene soll nach Griechenland flüchten, um dort Elektra vom Schicksal ihrer Schwester zu unterrichten. Sie entscheidet sich für Orestes, dessen Züge sie an ihren Bruder erinnern. In der zweiten Szene werden Orestes und Pylades hereingeführt. Nachdem die Priesterinnen abgegangen sind, unterbreitet Iphigenie in der dritten Szene ihren Vorschlag. Doch keiner der beiden Freunde will anstelle des anderen leben: Orestes bittet um die Freilassung von Pylades, während Pylades für das Leben von Orestes plädiert. Iphigenie entscheidet sich wie geplant für Orestes.
In der vierten Szene sind Orestes und Pylades allein. Orestes versucht im Zwiegespräch, Pylades davon zu überzeugen, dass der Überlebende eine schwerere Last als der Todgeweihte tragen würde. Daher sei die Entscheidung für die Flucht und gegen das Menschenopfer der wahre Freundesdienst. Orestes: „Wie! Diese Grausamkeit, kann ich sie nicht besiegen?“ (« Quoi ! je ne vaincrai pas ta constance funeste ? ») – Pylades: „O mein Orest, hab Mitleid mit dem Freund!“ (« Ah ! mon ami, j’implore ta pitié ! »)
Iphigenie und die Priesterinnen treten in der fünften Szene wieder dazu. Orestes droht mit Selbstmord, wenn seinem Drängen nach der Freilassung von Pylades nicht entsprochen wird. Er selbst verdiene wegen seiner Schuld kein Mitleid. Schließlich lässt Iphigenie Orestes abführen, übergibt Pylades in der sechsten Szene einen Brief an Elektra und lässt ihn frei. Pylades beschließt in der siebten Szene, Orestes mit der Hilfe von auf Tauris lebenden Griechen zu befreien: „Ich rette den Orest, sonst eil’ ich in den Tod!“ (« Je vais sauver Oreste ou courir au trépas. »)

### Vierter Akt
Der vierte Akt spielt im Diana-Tempel, eine Statue der Göttin und der Opferaltar sind sichtbar. Iphigenie ist in der ersten Szene allein und hadert mit ihrem Schicksal. Sie bittet die Göttin um Mut und Stählung ihres Willens, damit sie den verhassten Opferdienst an Orestes durchführen kann: „Ich fleh dich an und beb, o Göttin voll von Grimme, erfülle meine Brust mit düstrer Grausamkeit.“ (« Je t’implore et je tremble, ô Déesse implacable ! Dans le fond de mon cœur mets la férocité. »)
In der zweiten Szene bringen die Priesterinnen den als Opfer geschmückten Orestes herein. Unter Gesängen – „Keusche Tochter der Latone, merk auf unsren Huldgesang!“ (« Chaste fille de Latone, prête l’oreille à nos chants ! ») – führen sie ihn zum Altar. Als Iphigenie schon das Messer hebt, ruft ihr Bruder: „O Iphigenie, o teure Schwester, so wardst auch du in Aulis einst geopfert!“ (« Iphigénie, aimable sœur ! C’est ainsi qu’autrefois tu péris en Aulide ! »), ein Verweis auf die Opferung von Iphigenie durch ihren Vater Agamemnon vor Aulis, infolgedessen Artemis Iphigenie entrückte und nach Tauris brachte. Nun erkennen sich die Geschwister, doch ihre Freude währt nur kurz: In der dritten Szene stürzt eine Griechin herein und berichtet vom nahenden König Thoas.
Thoas betritt in der vierten Szene wutentbrannt mit seinen Wachen den Tempel. Er verlangt von Iphigenie, das Opfer an Orestes zu vollbringen. Diese eröffnet ihm, dass er den Brudermord fordere. Thoas droht, Orestes eigenhändig zu töten, als in der fünften Szene Pylades mit einer Gruppe Griechen hereinstürmt. Pylades tötet Thoas. Es bricht ein Kampf zwischen den Skythen: „Auf, rächen wir des Königs Tod mit Blut! Stoßt zu!“ (« Vengeons le sang de notre roi ! Frappons ! ») und den Griechen aus: „Lasst tilgen uns der Skythen Brut, vernichten sie und ihren letzten Samen!“ (« De ce peuple odieux exterminons jusqu’au moindre reste. »)
In der sechsten Szene tritt Göttin Diana zu den Kämpfenden herab. Sie bezeichnet das Menschenopfer als Entweihung ihres Tempels und gebietet dem Schlachten ein Ende. Auch Orestes ist seine Schuld vergeben. Die Griechen sollen Dianas Altar samt ihrem Ebenbild nach Griechenland zurückführen. In der siebten Szene schließen Griechen und Skythen Frieden, im Schlusschor preisen sie gemeinsam mit den Priesterinnen die gute Wendung: „Versagt war lang uns das Glück, nun sind die Götter versöhnet.“ (« Les Dieux, longtemps en courroux, ont accompli leurs oracle. »)

## Gestaltung

### Orchester
Die Orchesterbesetzung der Oper enthält die folgenden Instrumente:
- Holzbläser: zwei Piccoloflöten (2. auch Flöte), zwei Oboen, zwei Klarinetten, zwei Fagotte
- Blechbläser: zwei Hörner, zwei Trompeten, drei Posaunen
- Pauken, Schlagzeug: Trommel, Becken, Triangel
- Streicher

### Musiknummern
Die Oper enthält die folgenden Musikstücke:
Erster Akt
Szene 1
- Introduktion, Arie und Chor (Iphigénie, Priesterinnen): „Grands dieux! soyez-nous secourables“ – Le Calme (Gracieux un peu lent) – La Tempête (Allegro); für Violinen I/II, Viola, Violoncello, Bass; zwei Piccoloflöten, zwei Flöten, zwei Oboen, zwei Klarinetten, zwei Fagotte; zwei Hörner, zwei Posaunen; Pauken
- Rezitativ (Iphigénie, erste Priesterin, zweite Priesterin): „Le calme reparaît“ – „Cette nuit… j’ai revu le palais“ – für Violinen I/II, Viola, Violoncello, Bass; zwei Oboen, zwei Klarinetten
- Chor (Priesterinnen): „Ô songe affreux!“ – Lent; für Violinen I/II, Viola, Violoncello, Bass; zwei Oboen, zwei Klarinetten, zwei Fagotte
- Rezitativ (Iphigénie, zweite Priesterin): „Ô race de Pélops!“
- Arie (Iphigénie): „Ô toi, qui prolongeas mes jours“ – Moderato con espressione; für Violinen I/II, Viola, Violoncello, Bass; zwei Oboen
- Chor (Priesterinnen): „Quand verrons-nous tarir nos pleurs?“ – Largo; für Violinen I/II, Viola, Violoncello, Bass; zwei Oboen, zwei Klarinetten, zwei Fagotte

Szene 2
- Rezitativ (Thoas, Iphigénie): „Dieux! le malheur en tous lieux suit mes pas“
- Arie (Thoas): „De noirs pressentiments“ – Andante; für Violinen I/II, Viola, Violoncello, Bass; zwei Oboen, zwei Fagotte; zwei Hörner
- Chor (Skythen): „Les dieux apaisent leur courroux“ – Allegro; für Violinen I/II, Viola, Violoncello, Bass; zwei Piccoloflöten, zwei Oboen, zwei Klarinetten, Fagott; Tamburin, Piatti

Szene 3
- Rezitativ (Iphigénie, Thoas, ein Skythe): „Malheureuse!“
- Chor (Skythen): „Les dieux apaisent leur courroux“ – Allegro; für Violinen I/II, Viola, Violoncello, Bass; zwei Piccoloflöten, zwei Oboen, zwei Klarinetten, Fagott; Tamburin, Piatti
- Rezitativ (Iphigénie, Thoas): „Dieux! étouffez en moi le cri de la nature“

Szene 4
- Rezitativ (Thoas): „Et vous, à nos dieux tutélaires“
- Chor (Skythen): „Il nous fallait du sang“ – Allegro; für Violinen I/II, Viola, Violoncello, Bass; zwei Piccoloflöten, zwei Oboen, zwei Klarinetten, Fagott; Triangel, Tamburin, Piatti
- Ballett: 1. Air marqué un peu animé – für Violinen I/II, Viola, Violoncello, Bass; Fagott
- Ballett: 2. Même mouvement – für Violinen I/II, Viola, Violoncello, Bass; zwei Fagotte; zwei Hörner; Triangel
- Ballett: 3. Même mouvement – für Violinen I/II, Viola, Violoncello, Bass; zwei Oboen, zwei Fagotte
- Ballett: 4. Même mouvement – für Violinen I/II, Viola, Violoncello, Bass; zwei Piccoloflöten, zwei Oboen, zwei Fagotte; Tamburin, Piatti

Szene 5
- Rezitativ (Thoas, Pylade, Oreste): „Malheureux, quel dessein“

Szene 6
- Chor (Skythen): „Il nous fallait du sang“ – Allegro; für Violinen I/II, Viola, Violoncello, Bass; zwei Piccoloflöten, zwei Oboen, zwei Klarinetten, Fagott; Triangel, Tamburin, Piatti

Zweiter Akt
Szene 1
- Rezitativ (Pylade, Oreste): „Quel silence effrayant!“ – Andante; für Violinen I/II, Viola, Violoncello, Bass; zwei Oboen, zwei Fagotte
- Arie (Oreste): „Dieux! qui me poursuivez“ – Allegro; für Violinen I/II, Viola, Violoncello, Bass; zwei Oboen, zwei Klarinetten, Fagott; zwei Hörner, zwei Klarinetten; Pauken
- Rezitativ (Pylade): „Quel langage accablant“
- Arie (Pylade): „Unis dès la plus tendre enfance“ – Grazioso; für Violinen I/II, Viola, Violoncello, Bass; Fagott

Szene 2
- Rezitativ (ein Diener des Heiligtums, Oreste, Pylade): „Étrangers malheureux, il faut vous séparer“

Szene 3
- Rezitativ (Oreste): „Dieux! protecteurs de ces affreux rivages“ – Lentement; für Violinen I/II, Viola, Violoncello, Bass; zwei Oboen, zwei Klarinetten, zwei Fagotte; zwei Hörner
- Arie (Oreste): „Le calme rentre dans mon cœur“ – Andante; für Violinen I/II, Viola, Violoncello, Bass; Oboe

Szene 4
- Ballet-Pantomime – (Lentement); für Violinen I/II, Viola, Violoncello, Bass; zwei Oboen, zwei Klarinetten, zwei Fagotte; drei Posaunen
- Chor und Solo (Eumeniden, Oreste): „Vengeons et la nature“ – Animé; für Violinen I/II, Viola, Violoncello, Bass; zwei Flöten, zwei Oboen, zwei Klarinetten, zwei Fagotte; drei Posaunen

Szene 5
- Rezitativ und Chor (Oreste, Iphigénie, Priesterinnen): „Ma mère! Ciel!“ – „Je vois toute l’horreur“

Szene 6
- Rezitativ (Iphigénie): „Ô ciel! de mes tourments“
- Chor (Priesterinnen): „Patrie infortunée“ – Lentement; für Violinen I/II, Viola, Violoncello, Bass; zwei Klarinetten, Fagott
- Arie und Chor (Iphigénie, Priesterinnen): „Ô malheureuse Iphigénie“ – Andante moderato; für Violinen I/II, Viola, Violoncello, Bass; zwei Oboen, Fagott; zwei Hörner
- Rezitativ (Iphigénie): „Honorez avec moi ce héros“
- Arie und Chor (Iphigénie, Priesterinnen): „Contemplez ces tristes apprêts“ – Lentement; für Violinen I/II, Viola, Violoncello, Bass; zwei Flöten, zwei Oboen, zwei Klarinetten, Fagott; drei Posaunen

Dritter Akt
Szene 1
- Rezitativ (Iphigénie): „Je cède à vos désirs“ – Fieramente; für Violinen I/II, Viola, Violoncello, Bass
- Arie (Iphigénie): „D’une image hélas!“ – Gracieux (et) lentement; für Violinen I/II, Viola, Violoncello, Bass

Szene 2
- Rezitativ (eine Priesterin, Iphigénie): „Voici ces captifs malheureux“

Szene 3
- Rezitativ (Oreste, Pylade, Iphigénie): „Ô joie inattendue!“
- Terzett (Iphigénie, Pylade, Oreste): „Je pourrais du tyran tromper la barbarie“ – Un peu lentement; für Violinen I/II, Viola, Violoncello, Bass; zwei Oboen, (Fagott)

Szene 4
- Rezitativ (Pylade, Oreste): „Ô moment trop heureux!“
- Duett (Oreste, Pylade): „Et tu prétends encore que tu m’aimes?“ – Fièrement et animé; für Violinen I/II, Viola, Violoncello, Bass; zwei Oboen, zwei Fagotte; zwei Hörner
- Rezitativ (Oreste, Pylade): „Quoi! je ne vaincrai pas“ – „Ne sais-tu pas que pour Oreste“ – Allegro; für Violinen I/II, Viola, Violoncello, Bass; zwei Oboen, zwei Klarinetten, zwei Fagotte; drei Posaunen
- Duett (Pylade, Oreste): „Ah! mon amie, j’implore ta pitié“ – Trés animé; für Violinen I/II, Viola, Violoncello, Bass; zwei Oboen, (Fagott)

Szene 5
- Rezitativ (Oreste, Iphigénie, Pylade): „Malgré toi, je saurai t’arracher“
- Duett (Oreste, Iphigénie): „Quoi! toujours à mes vœux“ – Gravement/Lento; für Violinen I/II, Viola, Violoncello, Bass

Szene 6
- Rezitativ (Iphigénie, Pylade): „Puisque le ciel à vos jours s’intéresse“

Szene 7
- Arie (Pylade): „Divinité des grandes âmes“ – (Un peu animé); für Violinen I/II, Viola, Violoncello, Bass; zwei Oboen, zwei Fagotte; zwei Hörner, zwei Posaunen; Pauken

Vierter Akt
Szene 1
- Rezitativ (Iphigénie): „Non, cet affreux devoir“ – Fièrement, sans lenteur; für Violinen I/II, Viola, Violoncello, Bass
- Arie (Iphigénie): „Je t’implore et je tremble“ – Fièrement, un peu animé; für Violinen I/II, Viola, Violoncello, Bass; zwei Oboen, Fagott; zwei Hörner

Szene 2
- Chor (Priesterinnen): „Ô Diane, sois-nous propice!“ – (Un peu lentement); für Violinen I/II, Viola, Violoncello, Bass; zwei Flöten, zwei Klarinetten, Fagott
- Rezitativ (Iphigénie, Oreste): „La force m’abandonne“
- Arie (Oreste): „Que ces regrets“ – (Lent); für Violinen I/II, Viola, Violoncello, Bass; Flöte
- Chor/Hymne (Priesterinnen): „Chaste fille de Latone“ – (Lentement); für Violinen I/II, Viola, Violoncello, Bass; zwei Klarinetten, Fagott
- Rezitativ und Chor (Iphigénie, Priesterinnen, Oreste): „Quel moment! Dieux puissants“ – für Violinen I/II, Viola, Violoncello, Bass; zwei Oboen, zwei Klarinetten, Fagott
- Arie (Iphigénie): „Ah! laissons là ce souvenir funeste“ – Andante; für Violinen I/II, Viola, Violoncello, Bass; zwei Oboen

Szene 3
- Arie und Chor (eine Griechin, Priesterinnen): „Tremblez! Tremblez! on sait tout le mystère“ – Allegro; für Violinen I/II, Viola, Violoncello, Bass; zwei Oboen, zwei Klarinetten, Fagott
- Rezitativ (Iphigénie): „Il ne se fera pas ce sacrifice“

Szene 4
- Finale und Chor (Thoas, Iphigénie, Priesterinnen, Oreste): „De tes forfaits la trame est découverte“ – Très animé; für Violinen I/II, Viola, Violoncello, Bass; zwei Flöten, zwei Oboen, Fagott; zwei Hörner

Szene 5
- Rezitativ und Chor (Pylade, Wachen des Königs, Iphigénie, Priesterinnen, Pylade, Griechen): „C’est à toi de mourir!“ – für Violinen I/II, Viola, Violoncello, Bass; zwei Oboen, zwei Klarinetten, Fagott; zwei Hörner

Szene 6
- Rezitativ (Diane): „Arrêtez!“ – für Violinen I/II, Viola, Violoncello, Bass; zwei Oboen, zwei Klarinetten, Fagott; zwei Hörner

Letzte Szene
- Rezitativ (Pylade, Oreste): „Ta sœur! qu’ai-je entendu?“
- Arie (Oreste): „Dans cet objet touchant“ – Andante; für Violinen I/II, Viola, Violoncello, Bass
- Chor (Iphigénie, Oreste, Pylade, Prêtresses, Scythes, Grecs): „Les dieux, longtemps en courroux“ – für Violinen I/II, Viola, Violoncello, Bass; zwei Flöten, zwei Oboen, zwei Klarinetten, Fagott; zwei Hörner, zwei Posaunen; Pauken

## Werkgeschichte
Die Oper stammt aus Glucks Pariser Zeit. In einem Vertrag mit der Pariser Operndirektion hatte er sich zu sechs Opern verpflichtet, Iphigénie en Tauride war davon die fünfte. Davor lagen Iphigénie en Aulide und Orphée et Euridice (beide 1774 uraufgeführt), Alceste (1776) und Armide (1777).
Der Stoff von Iphigénie en Tauride war seinerzeit populär. In den hundert Jahren vor 1779 waren mindestens fünf Tragödien und dreizehn Opern über die Geschwister Iphigenie und Orestes auf Tauris erschienen. Am bekanntesten sind die Skizze Iphigénie en Tauride von Racine (veröffentlicht 1674), die Tragödie Oreste et Pylade von François Joseph de Lagrange-Chancel (1697), deren Übertragung Die Geschwister in Taurien (später Orest und Pylades) von Johann Elias Schlegel (1737) sowie das Bühnenstück Iphigénie en Tauride von Claude Guimond de La Touche (1757). Zu den Verarbeitungen für die Oper zählen Oreste von Georg Friedrich Händel (UA 1734), Ifigenia in Tauride von Tommaso Traetta (1763), Ifigenia in Tauride von Gian Francesco de Majo (1764) und Ifigenia in Tauride von Niccolò Jommelli (1771). Davon waren die Traetta-Oper und die Tragödie von La Touche große Erfolge.
Zwischen den Uraufführungen von Goethes Bühnenstück Iphigenie auf Tauris (6. April 1779 in Weimar) und Glucks Oper (18. Mai 1779 in Paris) lagen nur sechs Wochen. Goethe und Gluck, die sich nicht begegnet waren, scheinen sich unabhängig voneinander dem Stoff zugewandt zu haben. Allerdings hatte Gluck 1776 eine Elegie für seine verstorbene Nichte gewünscht und danach erst bei Klopstock und dann bei Wieland angefragt. Wieland gab die Bestellung an Goethe weiter, der daraufhin eine Kantate für Gluck skizzierte, die der Literaturwissenschaftler Gero von Wilpert für den Kern von Glucks Iphigénie (oder auch von seiner Proserpina) hält. Sicher ist, dass Goethe seine Iphigenie erst kurz vor der Uraufführung niederschrieb, als Glucks Libretto schon bis in Einzelheiten feststand. Die Verbindungen zwischen beiden Werken sind eher im Denken der Aufklärung zu suchen, wenn es auch einige ähnlich gestaltete Szenen gibt: So erlebt in beiden Stücken Orestes bereits früh eine Vorahnung der Erlösung (Gluck: II. Akt, dritte Szene), und die Eumeniden sind keine äußeren Agenten der Moral, sondern innere Furien der schuldbeladenen Psyche. Als solche tauchen sie im Schlaf auf (Gluck: II.4).
Losgelöst von der Oper fand der Chor Chaste fille de Latone aus dem vierten Akt im deutschsprachigen Raum in der Textfassung Leih' aus deines Himmels Höhen uns, o Gott, ein gnädig Ohr von Johann Daniel Sander weite Verbreitung. Es existieren zahlreiche Bearbeitungen für Chöre in unterschiedlichen Besetzungen, aber auch für Instrumentalensembles oder als Gemeindegesang für den liturgischen Gebrauch.

## Einspielungen (Auswahl)
Einspielungen von Iphigenie en Tauride existieren in zweistelliger Anzahl. Die folgende Auswahl beschränkt sich auf Aufnahmen, die in aktuellen Opernführern als prägend empfohlen werden:
- 1985: John Eliot Gardiner (Dirigent) – Diana Montague (Iphigénie), Thomas Allen (Oreste), John Aler (Pylade), René Massis (Thoas) und Colette Alliot-Lugaz (Diane), Orchestre de l’Opéra de Lyon und Monteverdi Choir. Philips (2 CDs, 416 148-2)
- 1999: Martin Pearlman (Dirigent) – Christine Goerke (Iphigénie), Rodney Gilfrey (Oreste), Vinson Cole (Pylade), Stephen Satters (Thoas) und Jayne West (Diane), mit dem Chor und Orchester Boston Baroque. Telarc (2 CDs, 80546)
- 1999: Marc Minkowski (Dirigent) – Mireille Delunsch (Iphigénie), Simon Keenlyside (Oreste), Yann Beuron (Pylade), Laurent Naouri (Thoas) und Alexia Cousin (Diane), Orchester und Chor Les Musiciens du Louvre. DGG Archiv Produktion (2 CDs, 471 133-2)

Filmaufnahmen der Oper:
- William Christie (Dirigent), Claus Guth (Regie) – Juliette Galstian (Iphigenie), Rodney Gilfry (Orestes), Deon van der Walt (Pylades), Anton Scharinger (Thoas) und Martina Janková (Diana). Live-Aufnahme aus dem Opernhaus Zürich (Filmregie: Thomas Grimm). Arthaus (1 DVD, Nr. 100376)